# Tibor Sekelj

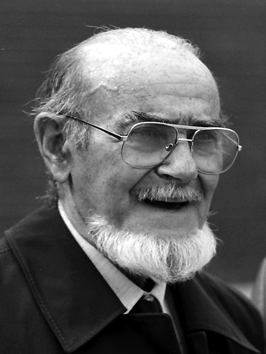
Tibor Sekelj

Tibor Sekelj, född 14 februari 1912 i Spišská Sobota, Österrike-Ungern (nuvarande Slovakien), död 20 september, 1988 i Subotica, Vojvodina var en upptäcktsresande, författare och advokat. Hans upptäcktsresor gick till Sydamerika, Asien och Afrika. Han talade förutom ungerska och kroatiska även tyska, spanska, engelska, franska och esperanto. Han var medlem i Esperantoakademin (Akademio de Esperanto) och hedersmedlem i Universala Esperanto-Asocio. Han skrev ett antal essäer och romaner på esperanto.